# Laponská
Laponská je ulice v Hloubětíně na Praze 9, která prochází rezidenční čtvrtí Suomi Hloubětín. Spojuje ulici Kolbenovu a Revellovu. Z kruhové křižovatky z ní vychází východním směrem ulice Granitova, o něco jižněji z ní západním směrem vychází ulice Waltariho, která se však do ní zase vrací a na kterou na východní straně navazuje ulice Saarinenova. Má přibližný severojižní průběh a je mírně esovitě prohnutá.

## Historie a názvy

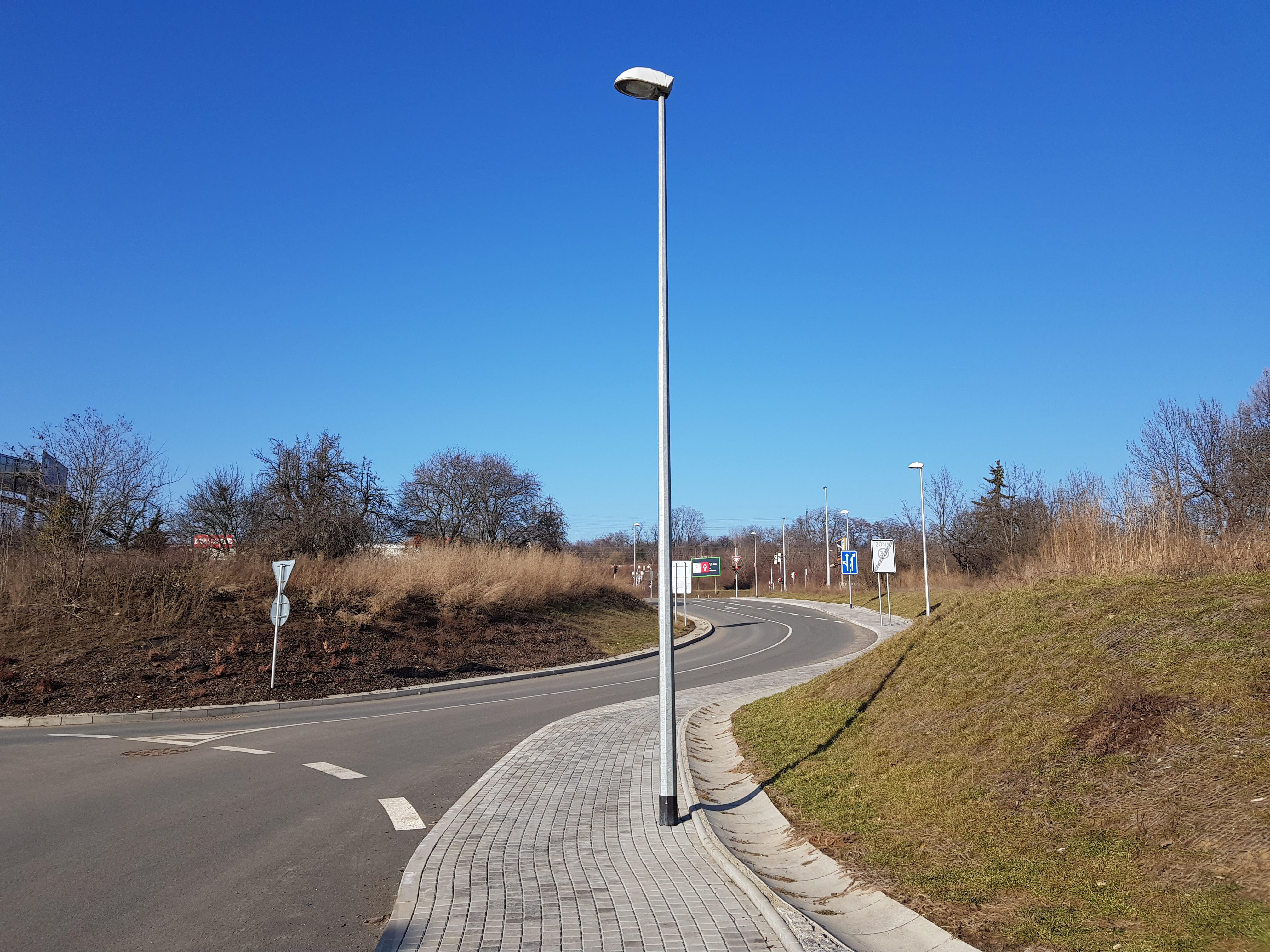
Od kruhového objezdu severním směrem

Nově vzniklá ulice byla pojmenována v roce 2017 podle Laponska, kulturního regionu ležícího v severní části Fennoskandinávie. Laponsko se rozkládá na území čtyř států: Norska, Švédska, Finska a Ruska (poloostrova Kola). Na severu je ohraničeno Barentsovým mořem, na západě Norským mořem a na východě Bílým mořem. V rezidenční čtvrti Suomi Hloubětín mají (nejen) veřejná prostranství společného jmenovatele, a sice Finsko. Do stejné skupiny názvů ulic, které připomínají finské osobnosti a oblasti, patří i Granitova, Saarinenova a Revellova.
Ve 20. letech 20. století v těchto místech na jih od Kolbenovy vznikla nouzová kolonie Čína nebo také V Číně, případně Indočína a následně ještě jižněji zahrádkářská osada Rajská zahrada. Některé domky zde stály ještě v 70. letech 20. století. Ulici protíná trasa bývalé železniční vlečky ČKD, v okolí býval brownfield.

## Zástavba
Kolem severního úseku ulice je zeleň, budou zde postaveny čtyři budovy developerského projektu Lappi Hloubětín. Na východ od středního úseku ulice je bytový dům 1. etapy Espoo (dokončen v roce 2017) a dva nízkoenergetické domy 4. etapy Lahti (v roce 2018 hrubá stavba). Na východ od jižního úseku leží dva domy 3. etapy Turku (dokončeny v roce 2018). Na západní straně ulice probíhá výstavba (stav 2018).